# Coirac
Coirac es una comuna francesa situada en el departamento de Gironda, en la región de Nueva Aquitania.

## Demografía
| 186 | 175 | 165 | 157 | 164 | 179 | 212 |
| Para los censos de 1962 a 1999 la población legal corresponde a la población sin duplicidades (Fuente: INSEE [Consultar]) |     |     |     |     |     |     |